# Puccinia harknessii
Puccinia harknessii är en svampart som beskrevs av Vize 1878. Puccinia harknessii ingår i släktet Puccinia och familjen Pucciniaceae.   Inga underarter finns listade i Catalogue of Life.